# Triptychon von Bodzentyn

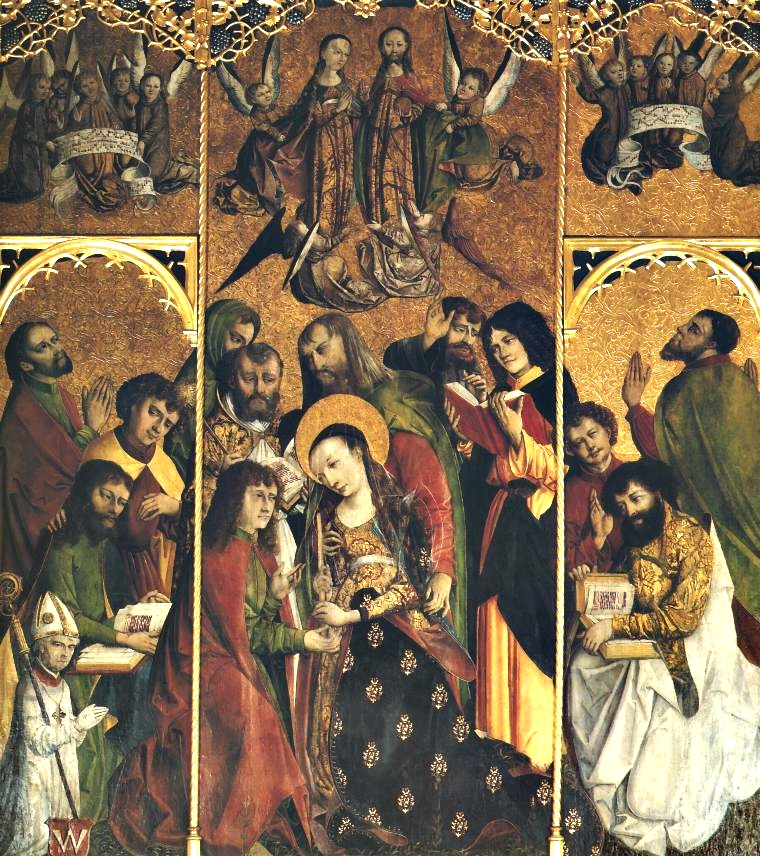
Triptychon

Das Triptychon von Bodzentyn ist ein spätgotisches Triptychon des Krakauer Künstlers Marcin Czarny. Das Bildthema ist das Leben der Gottesmutter Maria und die Heiligengeschichte des Heiligen Stanislaus. Es wurde 1508 vollendet und von dem Krakauer Bischof Jan Konarski für die Wawel-Kathedrale gestiftet. Als Vorbild diente der Krakauer Hochaltar von Veit Stoß. Als die gotische Kunst aus der Mode kam, wurde der Altar in die Marienkirche in Bodzentyn verbracht, wo er sich bis heute befindet.